# My Gym Partner's a Monkey
My Gym Partner's a Monkey (Mi compañero de clase es un mono en Hispanoamérica y Un mono en mi clase en España) es una serie animada estadounidense creada por Timothy Cahill y Julie McNally Cahill para Cartoon Network. Se emitió del 26 de diciembre de 2005 al 27 de noviembre de 2008, finalizando con un total de cuatro temporadas y 56 episodios. La serie sigue a Adam Lyon (Adam León en  Hispanoamérica y Simón León en España), un humano que, después de un error administrativo que incluyó su apellido como "León", se ve obligado a transferirse a la escuela secundaria Charles Darwin, una escuela para animales antropomórficos del zoológico local, donde trabaja con Jake Spidermonkey en el gimnasio, y rápidamente se convierte en su mejor amigo.
Saerom Animation, quien también realizó trabajos de animación para Adventure Time, Regular Show y Las maravillosas desventuras de Flapjack, proporcionó la animación. La serie ganó un premio Emmy en 2007 y fue nominada a cuatro premios Annie.

## Historia
La historia se centra a Adam Lyon, un estudiante del Colegio Chester Arthur, quien después de un error de escritura, con su apellido cambiado a "Lion" (León); es enviado al Colegio Charles Darwin, un colegio para animales antropomórficos. Luego de esto, se le junta con Jake, un mono araña en clases de gimnasia (razón por la cual la serie recibe su nombre en inglés).
La serie se centra a las andanzas de Adam para soportar las dificultades humanas para realizar tareas hechas para animales, en tanto que Jake solo se divierte a costa de otros.

## Episodios
| Temporada | Temporada | Episodios | Episodios | Emisión original         | Emisión original        |
| Temporada | Temporada | Episodios | Episodios | Primera emisión          | Última emisión          |
| --------- | --------- | --------- | --------- | ------------------------ | ----------------------- |
|           | Piloto    | Piloto    | Piloto    | 2003                     | 2003                    |
|           | 1         | 13        | 13        | 26 de diciembre de 2005  | 26 de mayo de 2006      |
|           | 2         | 13        | 13        | 8 de junio de 2006       | 5 de enero de 2007      |
|           | 3         | 15        | 15        | 12 de enero de 2007      | 31 de agosto de 2007    |
|           | 4         | 15        | 15        | 17 de septiembre de 2007 | 27 de noviembre de 2008 |

## Personajes

### Principales
- Adam Lyon (voz por Nika Futterman)
- Jake Spidermonkey (voz por Tom Kenny)
- Windsor Gorilla (voz por Rick Gómez)
- Pitonisio (voz por Rick Gómez)
- Lupe Tucán (voz por Grey DeLisle)
- Ingrid Jirafa (voz por Grey DeLisle)
- Virgil "Bull" Sharkowski (voz por Phil LaMarr)
- Director Ranoso (voz por Maurice LaMarche)

### Recurrentes
- Mrs. Geraldine Sharon Warthog (voz por Grey DeLisle)
- Nurse Jacqueline Gazelle (voz por Grey DeLisle)
- Henry Armadillo (voz por Tom Kenny)
- Coach Tiffany Gills (voz por Brian Doyle-Murray)
- Señorita Camaleón (voz por Nika Futterman)
- Mr. Cyrus Q. Hornbill (voz por Maurice LaMarche)
- Mrs. Eugenia Tusk (voz por Cree Summer)
- Mr. Maurice Mandrill (voz por Maurice LaMarche)
- Kerry (voz por Cree Summer)
- Larry "Mr. I Didn't" (voz por Phil LaMarr)

### Menores
- Phineas Porpoise (voz por Phil LaMarr)
- Margaret Rhino (voz por Nika Futterman)
- LaTanya Hippo (voz por Cree Summer)
- Joanie Ox (voz por Grey DeLisle)
- James Ant (voz por Rick Gómez)
- Dickie Sugarjumper (voz por Tom Kenny)
- Endugu Elephant (voz por Phil LaMarr)
- Superintendent Wolverine (voz por Chris Edgerly)
- Vice Coach Horace Ferret (con la voz de Tom Kenny / Robert Goulet en "Animal School Musical")
- Mr. Otto Blowhole (voz por Maurice LaMarche)
- Mr. Ernesto Cheetah (voz por John DiMaggio)
- Euripides Sharkowski (voz por Phil LaMarr)
- Deidre Koala (voz por Kath Soucie)
- Deb Ape (voz por Kath Soucie)
- Dustin Flounder (voz por Tom Kenny)
- Bruce Wolf (voz por Tom Kenny)
- Vanna Flamingo (voz por Cree Summer)
- Janet Musk Ox (voz por Grey DeLisle)
- Eddie Panther (voz por Cree Summer)
- Phillip "Lippy" Zebra (voz por Maurice LaMarche)

## Lanzamiento

### Transmisión
La serie emitió su primer episodio el 26 de diciembre de 2005 durante la “Semana de adelantos” de Cartoon Network junto con la serie original de Cartoon Network Ben 10, la coproducción europea de Cartoon Network Robotboy y la serie adquirida por Canadá Zixx. La serie comenzó su carrera regular con un estreno de dos episodios en el bloque "Fridays" de Cartoon Network el 24 de febrero de 2006. La película para televisión My Gym Partner's a Monkey, basada en The Big Field Trip, se emitió el 14 de enero de 2007, como parte de la temporada 3. Un episodio especial, "That Darn Platypus", se emitió en Cartoon Network el 18 de mayo de 2007, como parte de Cartoon Network Invaded, una miniserie que emitió 5 especiales de diferentes series del 4 al 28 de mayo de 2007. La serie terminó su cuarta temporada el 27 de noviembre de 2008 con el episodio "A Thanksgiving Carol". El 9 de abril de 2017, el programa se agregó a la aplicación Boomerang, lo que lo convirtió en uno de los pocos programas que se estrenó en la aplicación en 2017. La serie también se mostró en el bloque revivido Cartoon Planet de 2012 a 2014. En Hispanoamérica, la serie se transmite actualmente en Tooncast desde 2013. En Ucrania, la serie se transmite en Novyi Kanal. El programa se transmite en India en el canal Cartoon Network con el nombre "Samsher Sikander Chuddie Buddie".

## Recepción

### Calificaciones
My Gym Partner's a Monkey fue un éxito de audiencia para Cartoon Network. En el bloque "Fridays" de la serie Cartoon Network se estrenarán dos episodios a las 9:00 y 9:30 p. m. EST, el primer episodio fue visto por 1,2 millones y el segundo por 1,3 millones de niños de 2 a 11 años, según datos preliminares de Nielsen Media Research. Las 9:30 p. m. La transmisión se ubicó como la transmisión número uno en televisión, transmisión y cable, con niños de 6 a 11 años y niños de 2 a 11 años en el período. La serie encabezó los ratings del bloque de los viernes, ganando millones de espectadores.

### Respuesta crítica
William Barker de Web Wombat le dio al DVD King of the Jungle una crítica positiva, otorgándole una puntuación del 70%, diciendo: "Con una premisa original, ¿me atrevo a decir única?, My Gym Partner's a Monkey es un juego algo refrescante. Cambia de superhéroes y mutantes, y el estilo de animación recortada es cautivador, aunque está lejos de ser novedoso. No es el programa de dibujos animados más impresionante que he visto nunca, pero es bastante lindo y bastante divertido, incluso para los primates mayores entre nosotros". Larisa Wiseman de Common Sense Media otorgó a la serie tres de cinco estrellas y dijo: "Es difícil para saber a qué grupo de edad se dirigían los productores del programa: el estilo de animación y las payasadas por sí solos parecerían atraer principalmente a los niños de primaria, mientras que los chistes y las lecciones de vida están definitivamente dirigidos al grupo de preadolescentes. El humor astuto puede incluso hacer que algunos adultos se rían ocasionalmente a carcajadas. En general, My Gym Partner's a Monkey es digno de elogio por su esfuerzo por incluir un mensaje sutil en cada episodio. Los espectadores más jóvenes probablemente encontrarán divertidas las a veces molestas tonterías de Jake, y definitivamente encontrarán entretenidas las tramas".

### Premios y nominaciones
| Año  | Premio        | Categoría                                                 | Nominado                                | Resultado |
| ---- | ------------- | --------------------------------------------------------- | --------------------------------------- | --------- |
| 2006 | Premios Annie | Escribir en una producción televisiva animada             | Tom Sheppard por "Nice Moustache"       | Nominado  |
| 2006 | Premios Annie | Diseño de producción en una producción televisiva animada | Dan Krall por "Grub Drive"              | Nominado  |
| 2007 | Premios Emmy  | Logro individual destacado en animación                   | Narina Sokolova por The Big Field Trip  | Ganador   |
| 2007 | Premios Annie | Escribir en una producción televisiva animada             | Tom Sheppard por "The Butt of Jake"     | Nominado  |
| 2007 | Premios Annie | Mejor artista de producción de animación                  | Jim Worthy por "Meet the Spidermonkeys" | Nominado  |